# Пик Энгельса
Пик Э́нгельса (тадж. Қуллаи Энгельс)— горная вершина на Шахдаринском хребте, на юго-западе Памира в Таджикистане.
Пик Энгельса сложен преимущественно гнейсами и кристаллическими сланцами. Высота вершины достигает 6510 м. В районе пика, на северных и южных склонах гребня Шахдаринского хребта имеются ледники. У северного основания пика расположен ледник Наспар, у южного — Киштиджароб. Вершина была впервые покорена в 1954 году .
Первоначальное название пика — пик Императрицы Марии. Оно было дано в конце XIX века одним из первых русских исследователей южной части Памира в честь жены императора Александра III Марии Фёдоровны. В советское время пик был переименован в честь теоретика коммунизма Фридриха Энгельса.